# Harriet Hageman
Harriet Maxine Hageman, född 18 oktober 1962 i Fort Laramie i Wyoming, är en amerikansk politiker (republikan). Hon representerar Wyoming i USA:s representanthus sedan 2023.
Hageman besegrade den sittande kongressledamoten Liz Cheney i republikanernas primärval inför kongressvalet 2022. År 2016 hade hon varit emot Donald Trump som partiets presidentkandidat men i kongressvalet 2022 kandiderade hon som en Trump-anhängare och fick stöd av ex-presidenten. Liz Cheney hade varit en av Trumps mest högljudda kritiker inom Republikanska partiet.